# Kuna croate (1994-2022)
Pour les articles homonymes, voir Kuna croate, Kuna et HRK.
La kuna (symbole : kn ; code ISO 4217 : HRK) était l'unité monétaire de la Croatie du 30 mai 1994 au 31 décembre 2022 ; elle a remplacé le dinar croate, qui avait succédé provisoirement au dinar yougoslave.
La kuna est divisée en 100 lipa.
Elle est remplacée par l’euro le 1er janvier 2023 au taux de 7,53450 kunas pour un euro.

## Histoire de la kuna croate
La kuna est utilisée en Slavonie au Moyen Âge depuis 1018 et entre 1260 et 1380.
La kuna réapparait en 1941 dans l'État indépendant de Croatie.
Elle est également utilisée durant la Seconde Guerre mondiale par les partisans croates antifascistes qui mettent en circulation dans le maquis des bons libellés en kunas.
La kuna est retirée de la circulation entre le 30 juin et le 9 juillet 1945. Elle est remplacée par le dinar, à l’origine monnaie de la Serbie, puis de l’ensemble de la Yougoslavie, au taux de 40 kunas = 1 dinar.
En 1991, à la suite des premières élections libres de 1990 et d'un référendum, la Croatie déclare son indépendance vis-à-vis de la République fédérative socialiste de Yougoslavie. En 1993, la Banque nationale de Croatie (Hrvatska narodna banka) met en circulation une série de neuf pièces (1, 2, 5, 10, 20 et 50 lipas et 1, 2 et 5 kunas). Puis le dinar croate, monnaie de transition, est remplacé définitivement le 30 mai 1994 par la kuna.
Son cours est stable par rapport à l'euro : entre les années 2005 et 2009, 100 euros ont valu approximativement entre 710 et 751 kunas.
« Kuna » signifie « martre » et « Lipa » signifie « Tilleul ». En Croatie,  la fourrure de la martre était une unité de compte au Moyen Âge. Le thème de la martre est repris dans le dessin de la pièce de 1 euro croate.

## Les billets de banque croates
Les billets sont imprimés en Allemagne par Giesecke & Devrient.
- Billet de 5 kunas (5 kuna en croate, ce billet n'a plus cours légal)
  - face : Petar Zrinski et Franjo Kristof Frankopan
  - dos : Varaždin
- Billet de 10 kunas (10 kuna en croate)
  - face : Juraj Dobrila
  - dos : Amphithéâtre de Pula
- Billet de 20 kunas (20 kuna en croate)
  - face : Josip Jelačić
  - dos : Vukovar
- Billet de 50 kunas (50 kuna en croate)
  - face : Ivan Gundulić
  - dos : Dubrovnik
- Billet de 100 kunas (100 kuna en croate)
  - face : Ivan Mažuranić
  - dos : Rijeka
- Billet de 200 kunas (200 kuna en croate)
  - face : Stjepan Radić
  - dos : Osijek
- Billet de 500 kunas (500 kuna en croate)
  - face : Marko Marulić
  - dos : Split
- Billet de 1 000 kunas (1 000 kuna en croate)
  - face : Ante Starčević
  - dos : Statue du roi Tomislav